# Ашлык (село)
Ашлык — село в Вагайском районе Тюменской области, входит в состав сельского поселения Шишкинское.
Слобода Ашлыкская со Сретенской церковью существовала уже в середине XVII века.
В селе есть храм в честь Сретения Господня.

## География
Село находится на берегу реки Ашлык и Минга. Автобусное сообщение.

## Население
| 2010 |
| ---- |
| 114  |

- 1869 - 267 человек (129 м.п., 138 ж.п.)
- 1893 - 248 человек (121 м.п., 127 ж.п.)
- 1912 - 184 человека (98 м.п., 86 ж.п.)